# Макаренко, Николай Николаевич
Никола́й Никола́евич Мака́ренко (14 июля 1920, Минусинский уезд, Енисейская губерния — 14 марта 1995, Кызыл) — командир орудия 504-го лёгкого артиллерийского полка 65-й лёгкой артиллерийской бригады 18-й артиллерийской дивизии 2-й ударной армии Ленинградского фронта, младший сержант. Герой Советского Союза (1944).

## Биография
Родился 14 июля 1920 года в деревне Быскар в крестьянской семье. Украинец. Образование неполное среднее. Работал матросом, мотористом спасательного катера, а затем начальником Общества спасения на водах в городе Абакан Красноярского края.
В Красную Армию призван в 1940 году Хакасским областным военкоматом. На фронтах Великой Отечественной войны с июня 1941 года. Член ВКП(б)/КПСС с 1944 года.
Командир орудия 504-го лёгкого артиллерийского полка (65-я лёгкая артиллерийская бригада, 18-я артиллерийская дивизия, 2-я ударная армия, Ленинградский фронт) младший сержант Николай Макаренко в бою 18 февраля 1944 с вклинившимся противником на шоссе Монастырёк — Ивангород, восточнее города Нарва (Эстония), заменил выбывшего из строя наводчика и первыми выстрелами подбил вражеский танк.
Затем, умело командуя орудийным расчётом, младший сержант Макаренко перенёс огонь по вражеской пехоте, уничтожив большое количество гитлеровцев.
Указом Президиума Верховного Совета СССР от 1 июля 1944 года за образцовое выполнение боевых заданий командования на фронте борьбы с немецко-фашистскими захватчиками и проявленные при этом мужество и героизм младшему сержанту Макаренко Николаю Николаевичу присвоено звание Героя Советского Союза с вручением ордена Ленина и медали «Золотая Звезда» (№ 3970).
В октябре 1944 года Н. Н. Макаренко демобилизован по болезни. Жил в столице Республики Тува городе Кызыл. До ухода на заслуженный отдых работал председателем объединения «Сельхозтехника». Умер 14 марта 1995 года.

## Награды
Награждён орденом Ленина, орденами Отечественной войны 1-й степени, Красной Звезды, медалями.

ИЗ НАГРАДНОГО ЛИСТА Н. Н. МАКАРЕНКО ОТ 29 ФЕВРАЛЯ 1944 ГОДА:
«…Будучи дважды раненым, тов. Макаренко оба раза оставался в строю у своего орудия и продолжал вести огонь прямой наводкой по мешающим продвижению пехоты огневым точкам противника. В двух боях его расчёт уничтожил девять огневых точек и проделал два прохода в проволочном заграждении…»
— Центральный Государственный архив Республики Тува, ф. 246, опись 1, дело 158, лист 30.

## Комментарии
1. ↑  Деревня Быскар[1], относившаяся к Минусинскому уезду, была упразднена в 1960-е годы при затоплении территорий в связи с созданием Красноярского водохранилища; ныне — территория Краснотуранского района Красноярского края.